# Musée national d'Art romain
Le musée national d'Art romain (en espagnol : Museo Nacional de Arte Romano, MNAR) de Mérida (Espagne) fut inauguré le 19 septembre 1986 à son emplacement actuel, œuvre de l'architecte Rafael Moneo. Il s'agit d'un centre de recherche et de diffusion de la culture romaine, où, en plus d'accueillir les découvertes archéologiques de la cité romaine antique Emerita Augusta, se tiennent congrès, colloques, conférences, cours, expositions et bien d'autres activités de portée nationale et internationale. C'est l'un des sites inscrits sur la liste du patrimoine mondial de l'UNESCO au sein du bien intitulé « Ensemble archéologique de Mérida ».

## Le musée

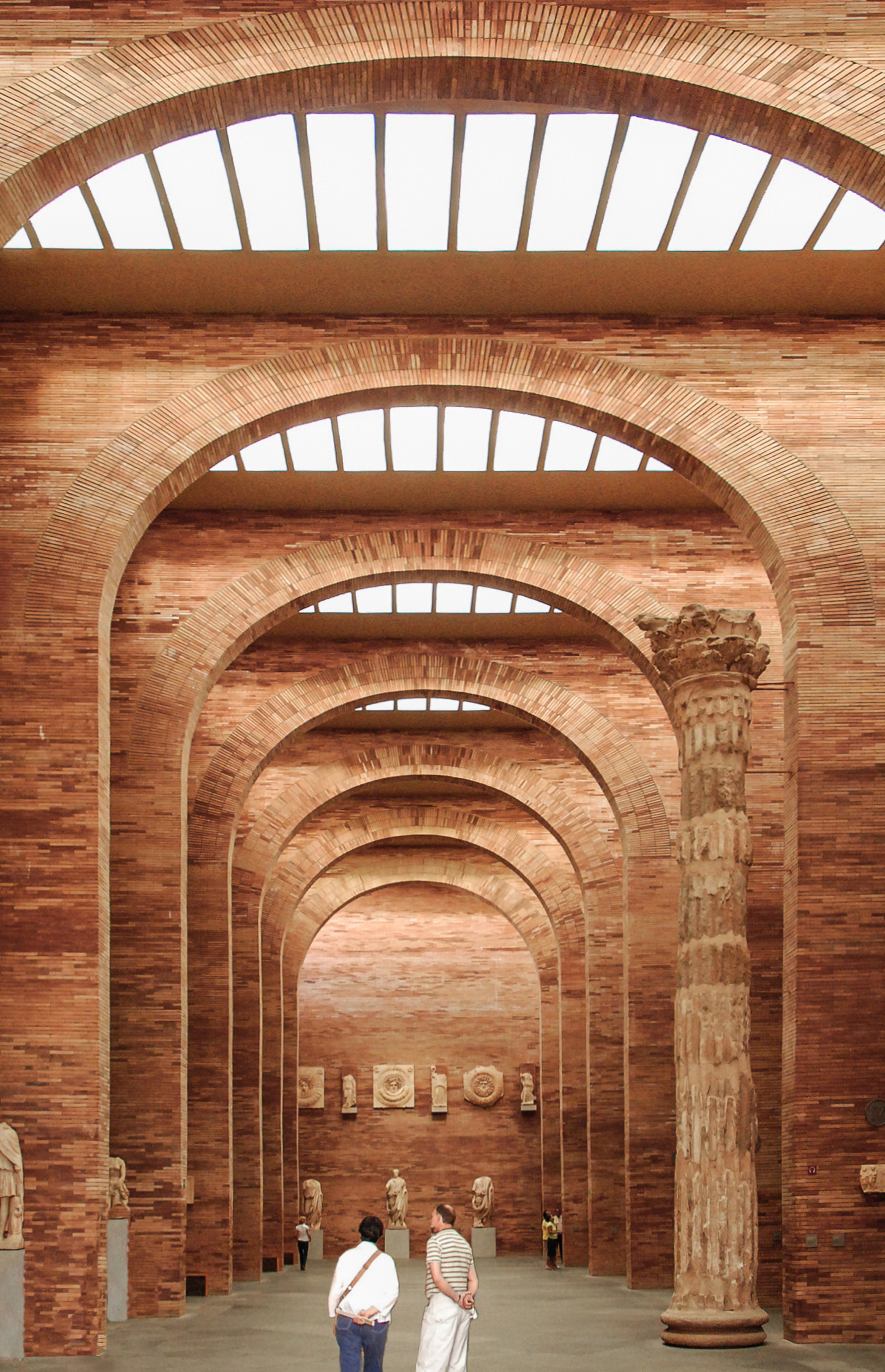
Structure interne.

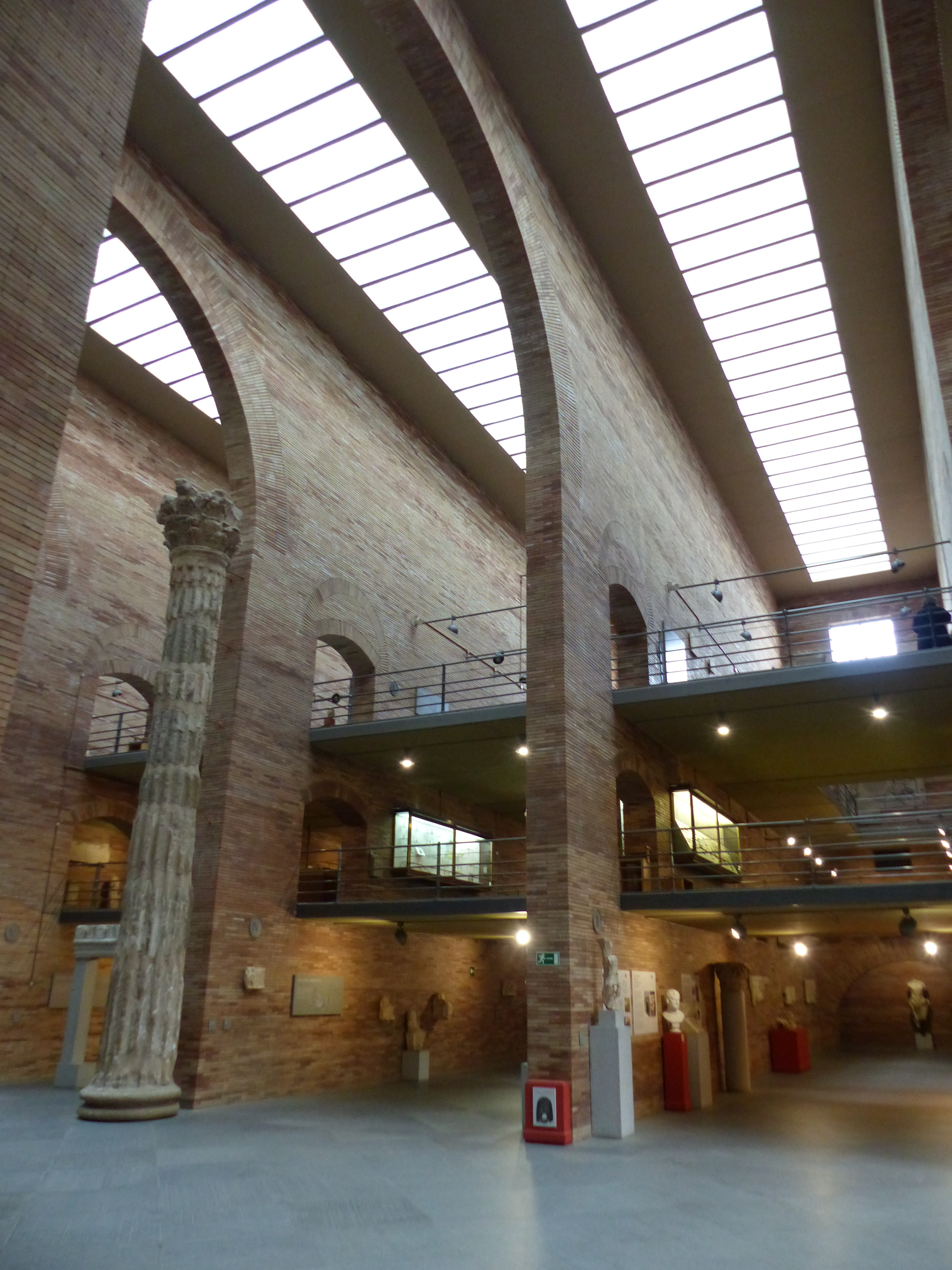
Intérieur du musée.

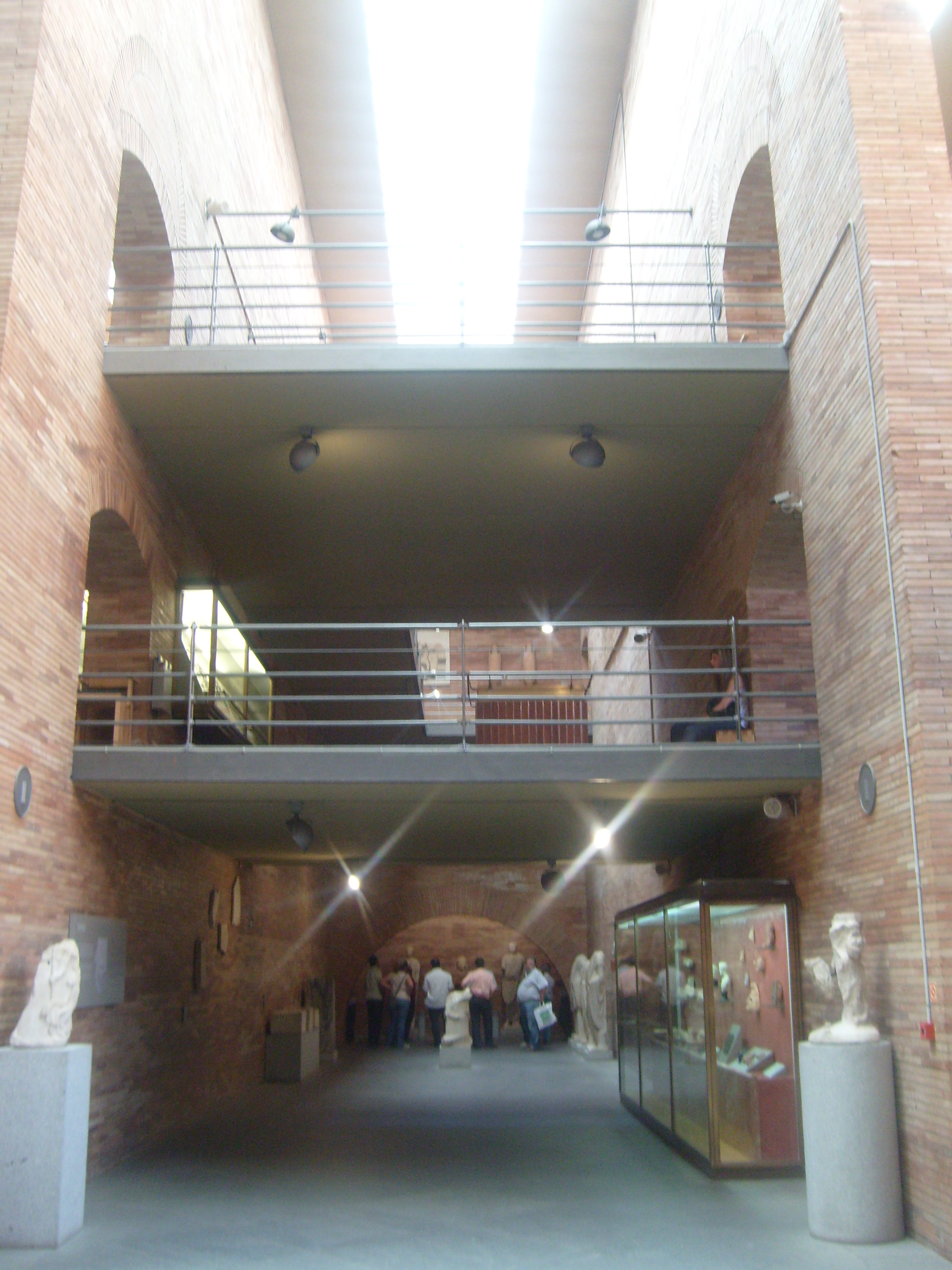
Passerelles intérieures.

Les précurseurs du musée national d'Art romain remontent au XVIe siècle, quand Fernando de Vera y Vargas, señor don Tello y Sierra Brava, commença à constituer une importante collection  épigraphique en son palais. Son fils, le comte de la Roca, la conserva et l'augmenta, plaçant quelques pièces en façade de l'édifice, qui fut démoli à la fin du XIXe siècle. Au XVIIIe siècle, on va assister à la création de deux collections de pièces archéologiques, l'une à la forteresse de Mérida et l'autre au couvent de Jésus de Nazareth. Depuis lors, à la suite de diverses excavations ainsi que de plusieurs trouvailles fortuites, les collections mentionnées ci-dessus vont augmenter notablement.
Au XIXe siècle, comme conséquence du désamortissement (desamortización en espagnol), l'État espagnol décida, en 1838, de céder l'église Sainte-Claire, où se trouve actuellement le Musée wisigoth (ancien couvent Sainte-Claire), avec pour but que dans cet édifice fussent installés les objets archéologiques de valeur. Le premier inventaire, effectué au début du XIXe siècle, dévoila l'existence de 557 objets au total.
Dans les premières décennies du XXe siècle, sous la direction du titulaire de la chaire d'archéologie de l'université centrale de Madrid, José Ramón Mélida et de l'érudit local Maximiliano Macías, les premières recherches archéologiques commencèrent, avec une méthodologie plus ou moins scientifique, en divers points de la ville : théâtre, amphithéâtre, cirque, nécropole, grâce auxquelles les fonds du musée, vers 1939, atteignirent les 3 000 pièces.
Après la guerre d'Espagne, les fouilles reprirent dans la ville, les autorités ayant conscience que la vieille Église Sainte-Claire n'avait pas l'espace nécessaire pour accueillir les nouvelles découvertes ; en conséquence, on envisagea la création d'un nouveau bâtiment pour stocker et exposer les pièces de valeur. Finalement, en 1975, année du bimillénaire de la ville, la création du Musée national d'Art romain fut décidée.
Quelques années plus tard, en 1980, le projet de construction de l'édifice fut confié à l'architecte Rafael Moneo Vallés, qui le réalisa entre 1981 et 1985, et fut inauguré l'année suivante par le roi et la reine, en présence du président de la République italienne. Actuellement, le musée héberge plus de 36 000 pièces.

## Collections

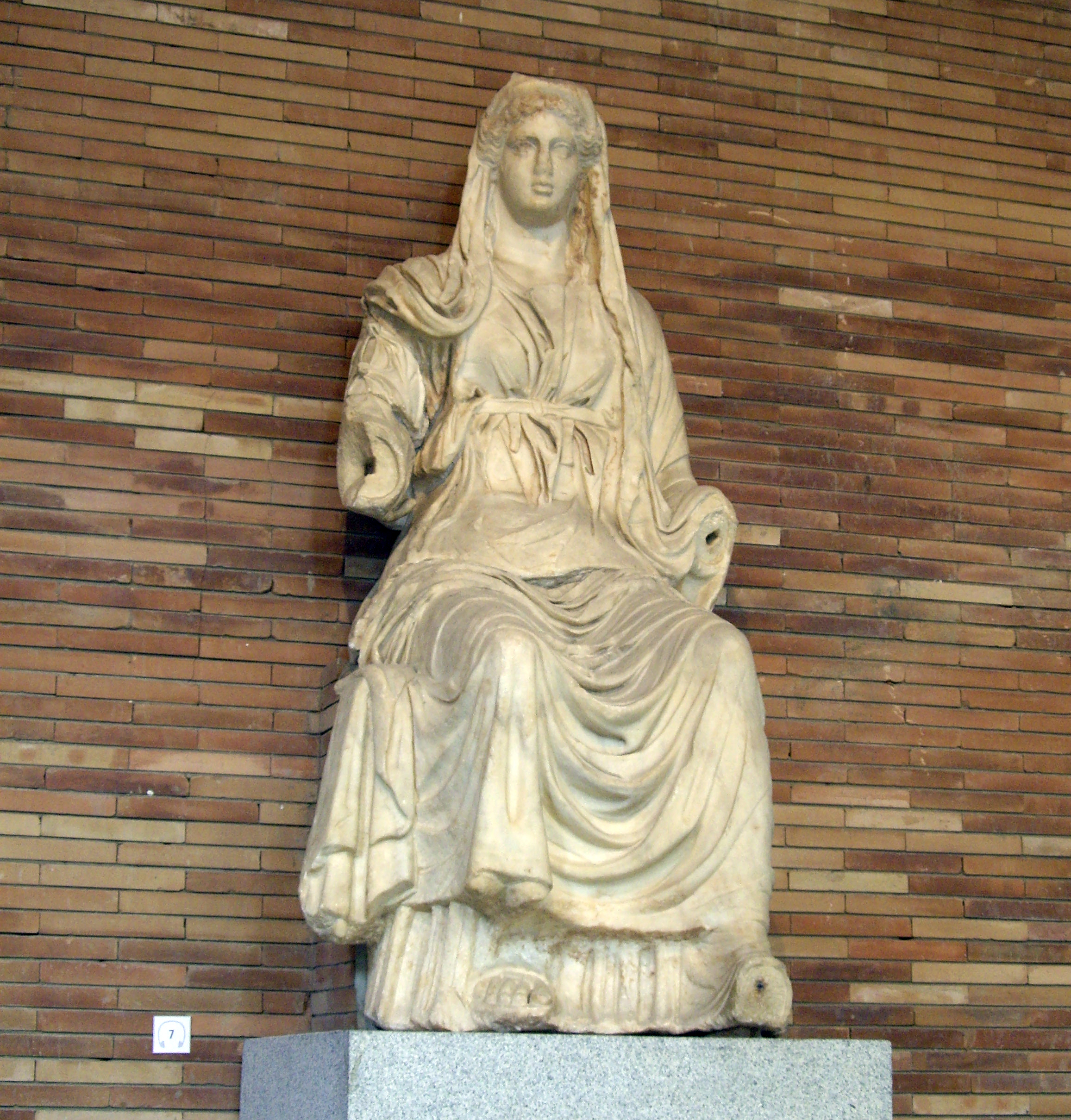
Déesse Cérès assise, Ier siècle apr. J.-C., Musée national d'Art romain de Mérida.
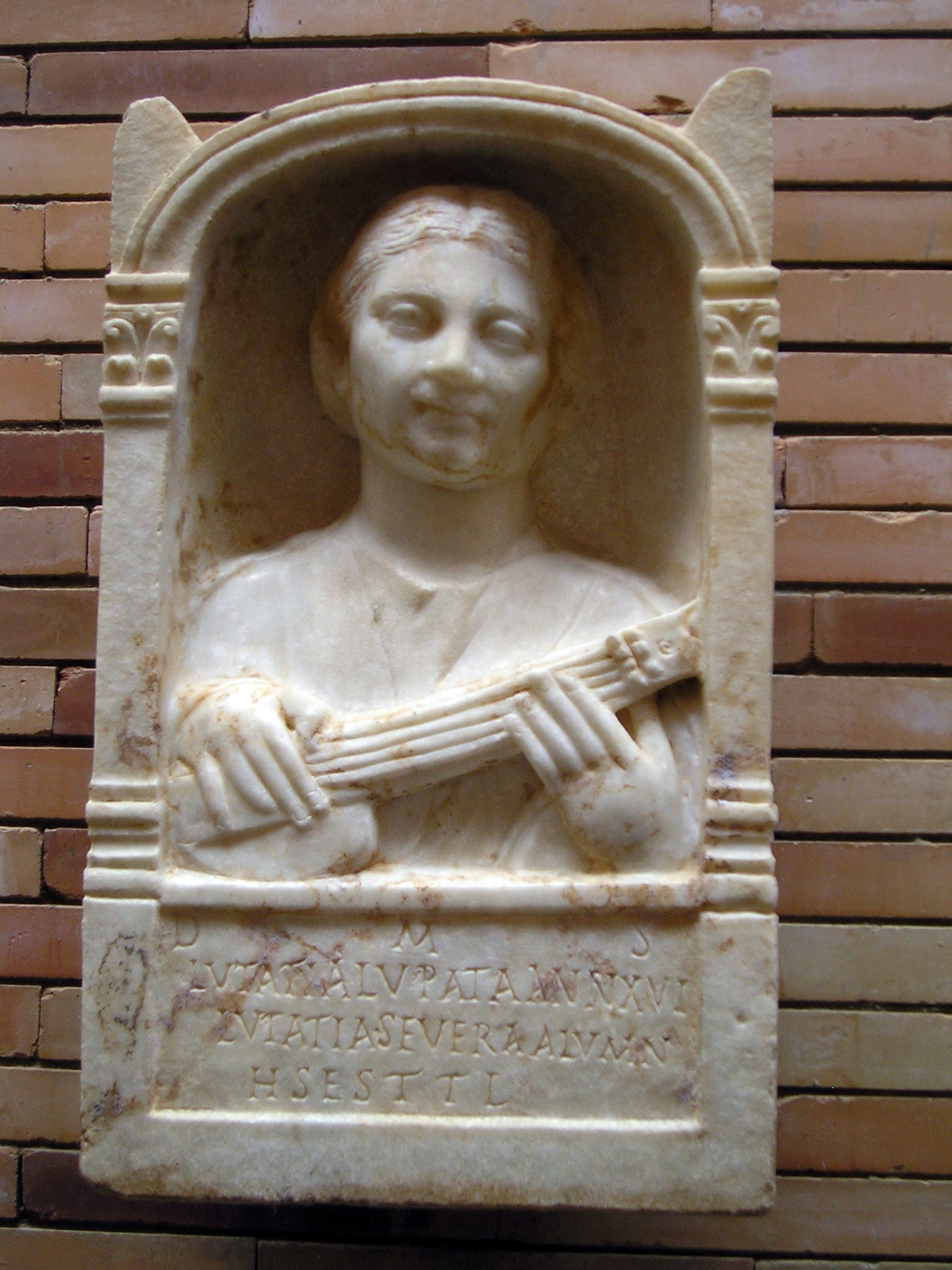
Stèle funéraire de Lutatia Lupata provenant de la nécropole d'Emerita Augusta.
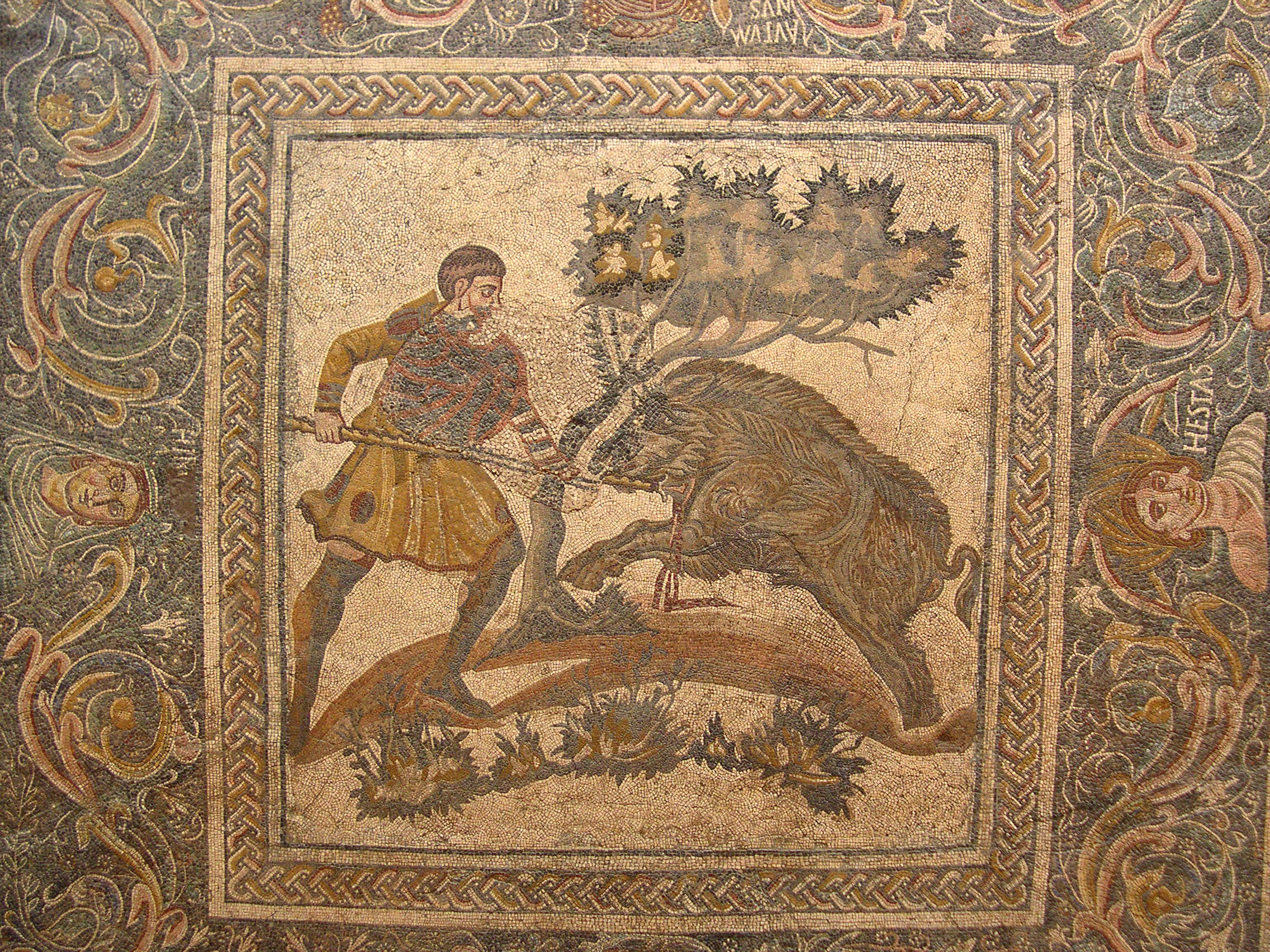
Mosaïque de Las Tiendas, avec une scène de chasse.
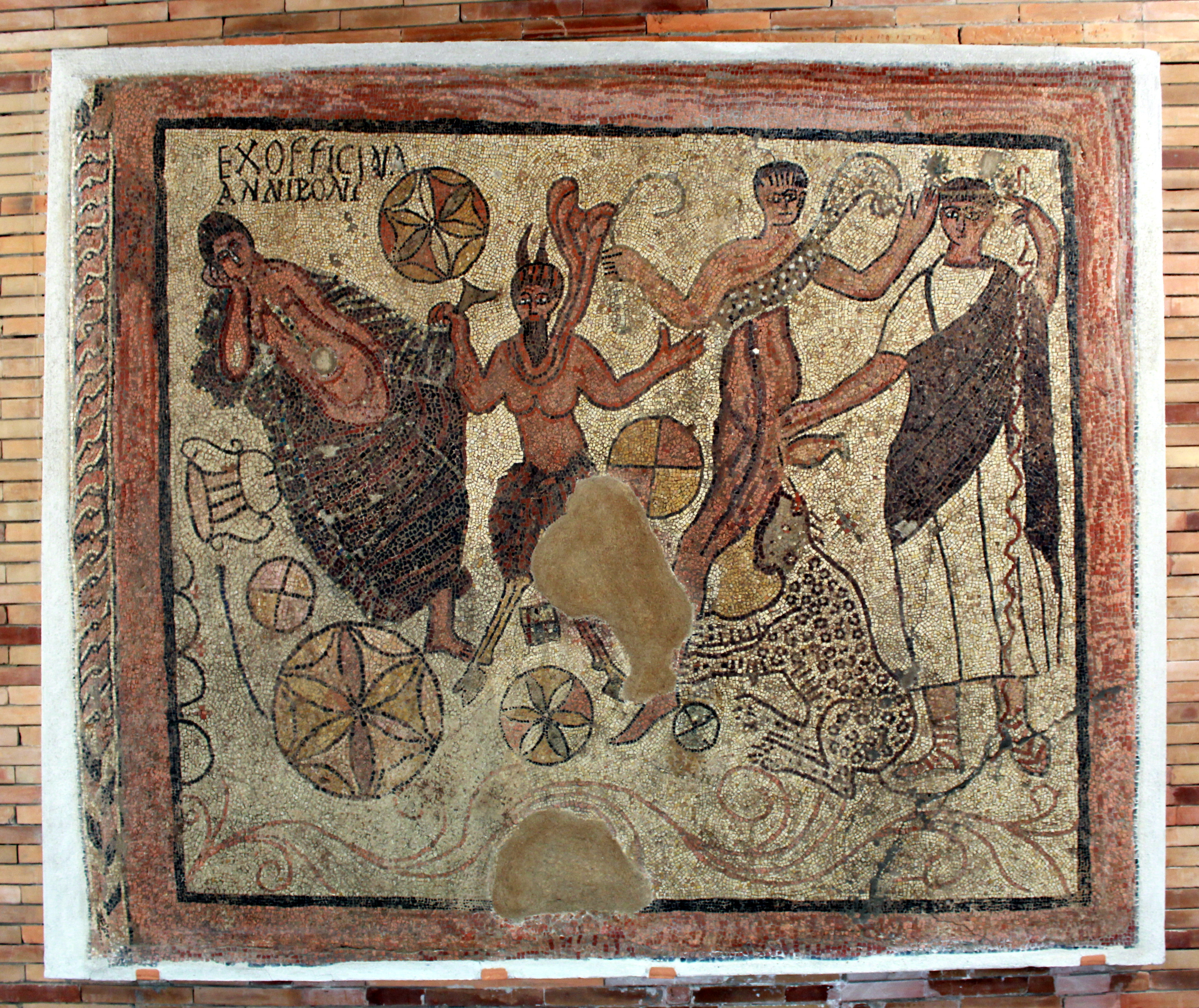
Scène bacchique
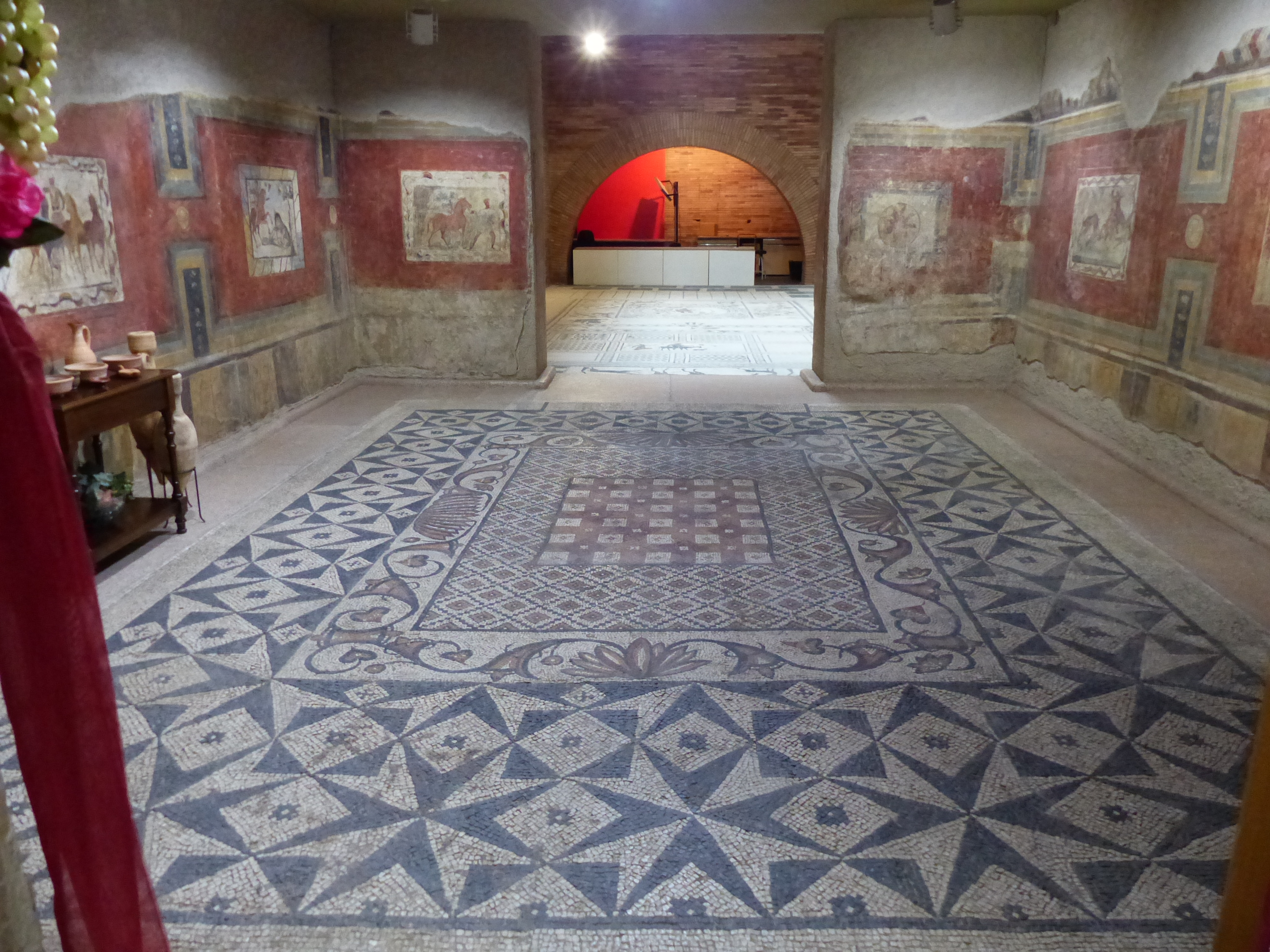
Mosaïque et fresques
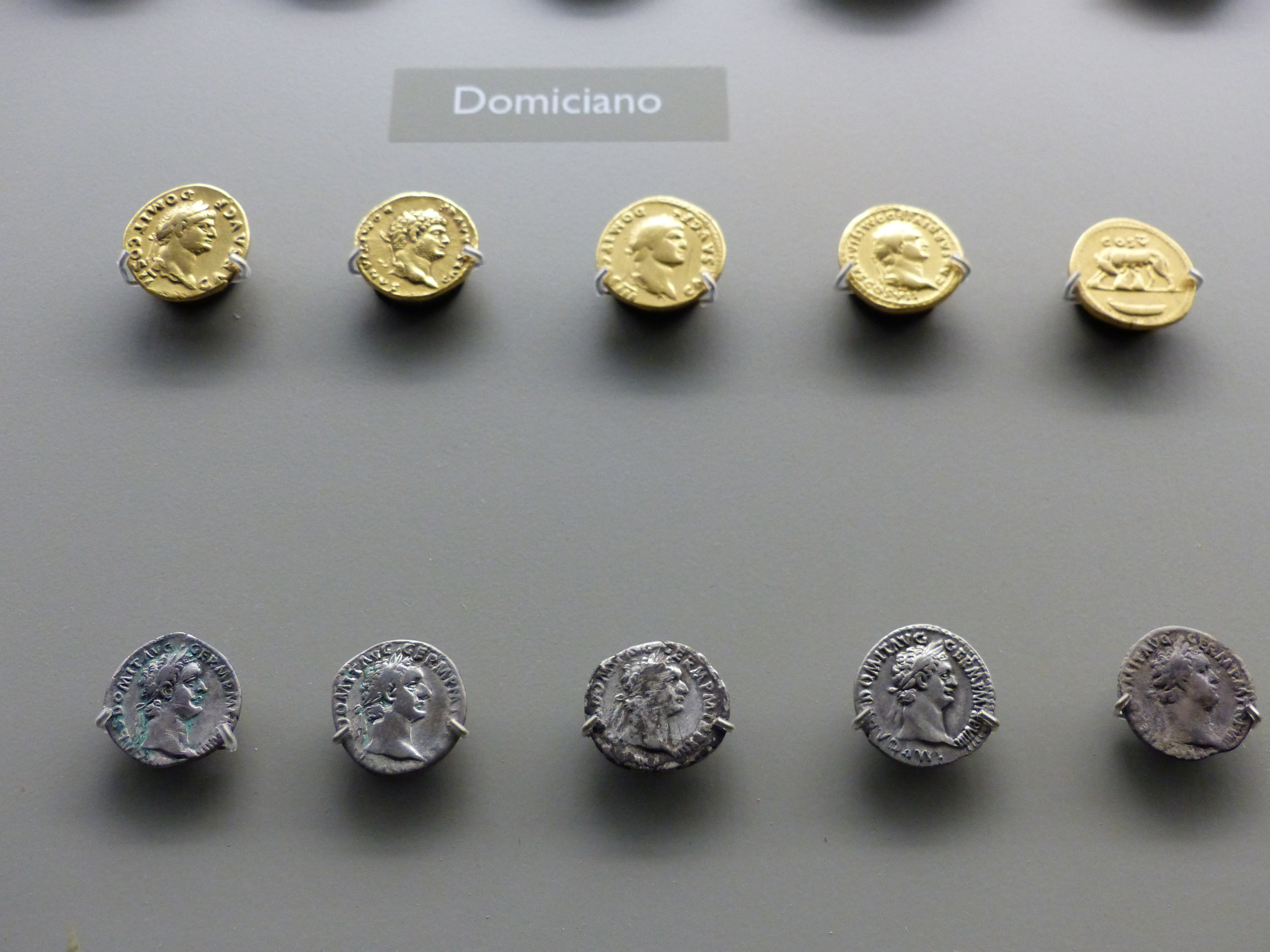
Monnaies